# Heinrich Junker (Politiker, 1923)
Heinrich Junker (* 15. April 1923 in Liemke; † 30. Dezember 2012) war ein deutscher Politiker (SPD) und von 1961 bis 1980 Mitglied des Deutschen Bundestages.

## Leben und Beruf
Nach dem Besuch der Volksschule absolvierte Junker in den Jahren 1937 bis 1939 eine kaufmännische Ausbildung im Süßwarengroßhandel und arbeitete anschließend als Kaufmannsgehilfe. Er nahm von 1941 bis 1945 als Soldat am Zweiten Weltkrieg teil, wurde bei der Infanterie eingesetzt und zweimal verwundet. Im Jahr 1943 besuchte er die Heeresfeuerwerkerschule in Berlin-Lichterfelde.
Junker arbeitete von 1945 bis 1949 als Verwaltungsangestellter und schloss sich 1947 der ÖTV an. Er studierte von 1949 bis 1951 an der Akademie für Gemeinwirtschaft Hamburg, graduierte dort zum Volkswirt und war anschließend bis 1952 Gewerkschaftssekretär bei der ÖTV-Kreisverwaltung Bielefeld. 1956 wurde er Lehrer für Wirtschaftspolitik an der Heimvolkshochschule der Friedrich-Ebert-Stiftung in Bergneustadt, die er später bis 1961 leitete.

## Partei
Junker war bis 1941 in der Katholischen Jugendbewegung tätig. Er trat im Jahr 1947 in die SPD ein, schloss sich den Jungsozialisten an und wurde 1948 Unterbezirksvorsitzender der Jungsozialisten. In den Jahren 1953 bis 1955 war er Referent beim Parteivorstand der SPD, von 1962 bis 1965 stellvertretender Vorsitzender des SPD-Bezirks Ostwestfalen-Lippe.

## Vereine
Heinrich Junker war im Jahr 1967 Gründungsmitglied des Arbeitskreises Blumen für Stukenbrock, welcher sich für die Erinnerung an die Kriegsgefangenen der des Stalag 326 einsetzt.

## Abgeordneter
Junker war von 1961 bis 1980 Mitglied des Deutschen Bundestages. Im Parlament vertrat er von 1961 bis 1965 den Wahlkreis Bielefeld – Halle und anschließend bis 1976 den Wahlkreis Bielefeld-Land. Bei der Bundestagswahl 1976 zog er über die Landesliste der SPD Nordrhein-Westfalen in den Bundestag ein.

## Vorwurf der Stasi-Tätigkeit
Helmut Müller-Enbergs hat in Rosenholz. Eine Quellenkritik (2007) Junker als einen von „mindestens zehn“ Abgeordneten genannt, der im Deutschen Bundestag von 1969 bis 1972 in direktem Kontakt mit dem Ministerium für Staatssicherheit der DDR gestanden habe. So soll dieser als IM „Bismark“ für die Hauptverwaltung A tätig gewesen sein.
Der BStU stellte 2013 fest: „Ob Junker lediglich als Kontaktperson ausgenutzt wurde, ob er unter einer Legende abgeschöpft wurde, oder ob er zeitweilig bewusst mit der Hauptverwaltung A (HV A) kooperierte, lässt sich allein anhand der vorliegenden Unterlagen nicht feststellen.“